# 尼道利卡兰
尼道利卡兰（Nidhauli Kalan），是印度北方邦Etah县的一个城镇。总人口7500（2001年）。

## 人口
该地2001年总人口7500人，其中男性4125人，女性3375人；0—6岁人口1293人，其中男745人，女548人；识字率48.49%，其中男性为55.18%，女性为40.33%。